# ボイル＝シャルルの法則
ボイル＝シャルルの法則（ボイル＝シャルルのほうそく、英: combined gas law）は、平衡状態にある理想気体の体積、圧力、および温度の間に成り立つ法則である。

## 概要
シャルルの法則、ボイルの法則、ゲイ＝リュサックの法則を組み合わせたものである。この法則の公式的な発見者はおらず、すでに発見されていた法則を融合させたものである。これらの法則は、平衡状態における理想気体の圧力、体積、絶対温度のうち任意の２変数が、その他の変数を定数として置いた場合、互いに比例あるいは反比例の関係にあることを示している。
シャルルの法則は、圧力一定の条件下では体積と絶対温度が比例することを示すものである。ボイルの法則は、温度一定の条件下では圧力と体積が反比例することを示している。そして、ゲイ＝リュサックの法則は、体積が一定の場合には絶対温度と圧力が比例するというものである。
ボイル＝シャルルの法則はこれらの変数の相互依存関係を簡潔に示している。一言でいえば、
| 「 | 気体の圧力P は体積V に反比例し絶対温度T に比例する | 」 |

すなわち
{\displaystyle P=k{\frac {T}{V}}}
が成り立つということである。ここで P は圧力、V は体積、T は絶対温度、k は定数である。上式を変形して状態量を全て左辺に移すと
{\displaystyle {\frac {PV}{T}}=k}
となり、この式の左辺は気体の状態に依存しない。このことから、物質量が等しい同じ物質の２つの平衡状態 (P1, V1, T1)、 (P2, V2, T2) について、この法則は以下のように書ける。
{\displaystyle \qquad {\frac {P_{1}V_{1}}{T_{1}}}={\frac {P_{2}V_{2}}{T_{2}}}}
アボガドロの法則をボイル＝シャルルの法則に導入することにより、理想気体の状態方程式を導くことが可能となり、さらには拡張されて「ボイル＝シャルルの法則」そのものとされた。 
{\displaystyle PV=nRT=\left({\frac {m}{M}}\right)RT}
ここで、n = m /M は気体の物質量、R は気体定数、m は気体の質量、M は気体のモル質量である。